# Макарена

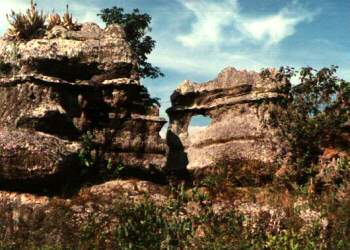
Гірський ланцюг

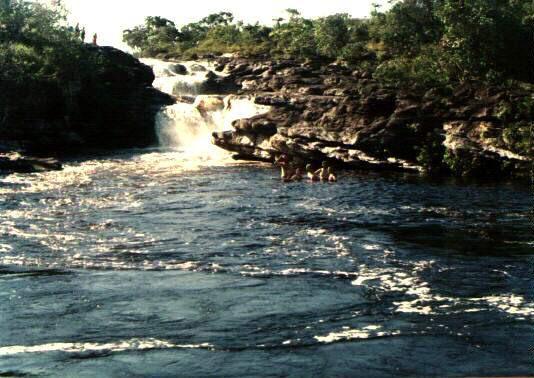
Річка Каньйо-Кристалес

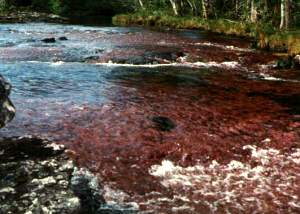
Водорості річки Каньйо-Кристалес

Макарена — національний парк і гірський хребет в Колумбії.
Цей національний парк розташований у департаменті Мета. Він являє собою гірський ланцюг завдовжки 130 км. Заснований в 1948 році, він має площу понад 1 131 350 га. Визначною пам'яткою парку є річка Каньйо-Кристалес («Кришталева річка»), яка змінює свій колір завдяки водоростям.
У парку зустрічаються мурахоїд, пуми, олені, мавпи, 500 видів птахів, 1200 видів комах та 100 різних рептилій. 48 видів орхідей і 2000 інших квітів і рослин є ендемічними.
У сусідньому національному парку Сумапас (Sumapaz), розташованому на північ від Макарени, створені умови для проживання гірського тапіра.
На території Макарени є кілька археологічних пам'яток з доколумбовими піктограмами та петрогліфами.
Партизанські загони ФАРК досі будують через цей національний парк дорогу, що перетинає річку Каньйо Кристалес. Крім того, близько 45 км² засаджені кокою. 4 серпня 2006 року колумбійський уряд за допомогою літаків почав запилювати поля коки небезпечним для довкілля гліфосатом. До цього рослини виривали з ґрунту вручну. ФАРК 18 січня 2006 року вбили 28 осіб, які брали участь у знищенні посадок.